# Колібрі-золотожар рудоволий
Колі́брі-золотожа́р рудоволий (Aglaeactis cupripennis) — вид серпокрильцеподібних птахів родини колібрієвих (Trochilidae). Мешкає в Андах.

## Опис

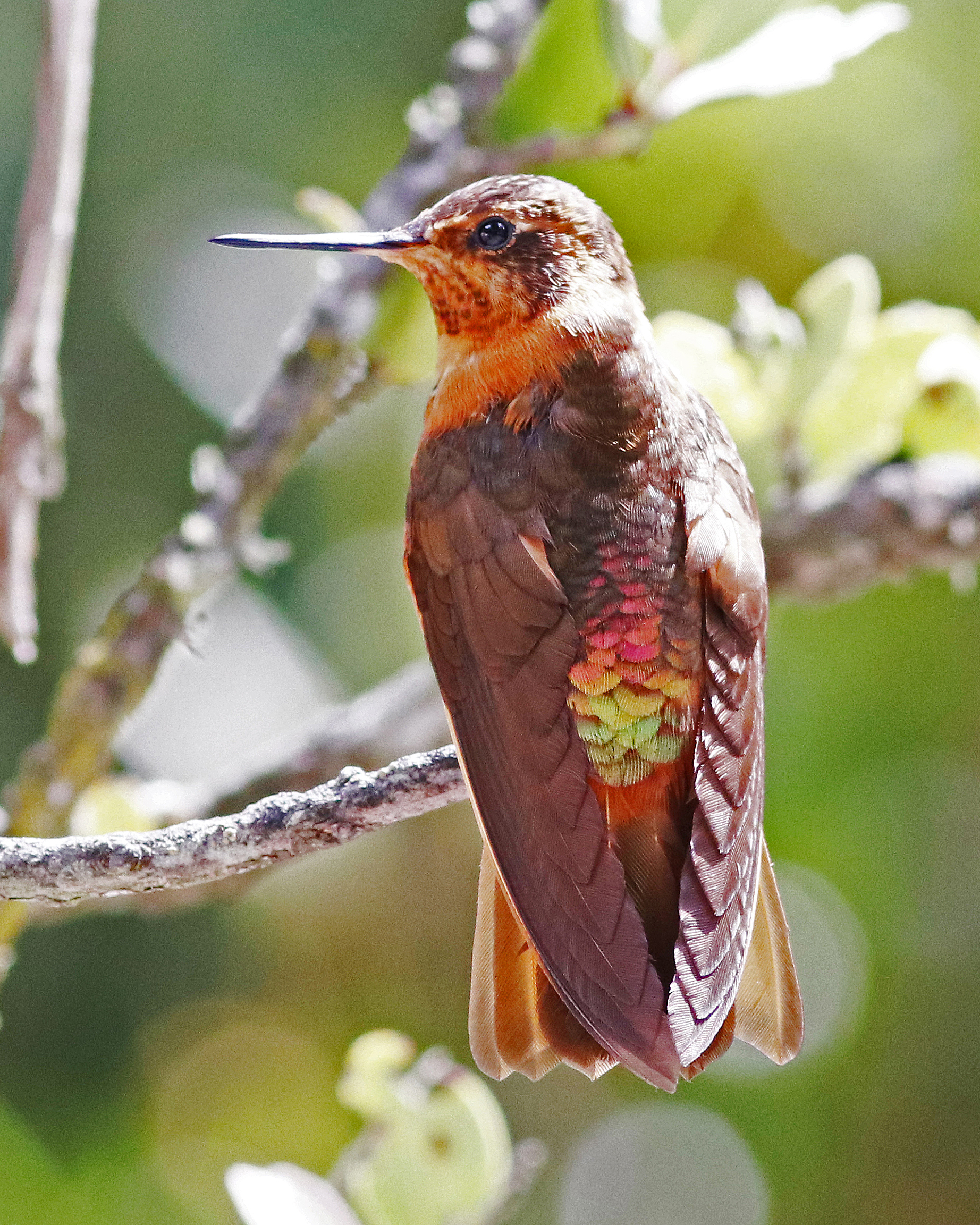
Рудоволий колібрі-золотожар

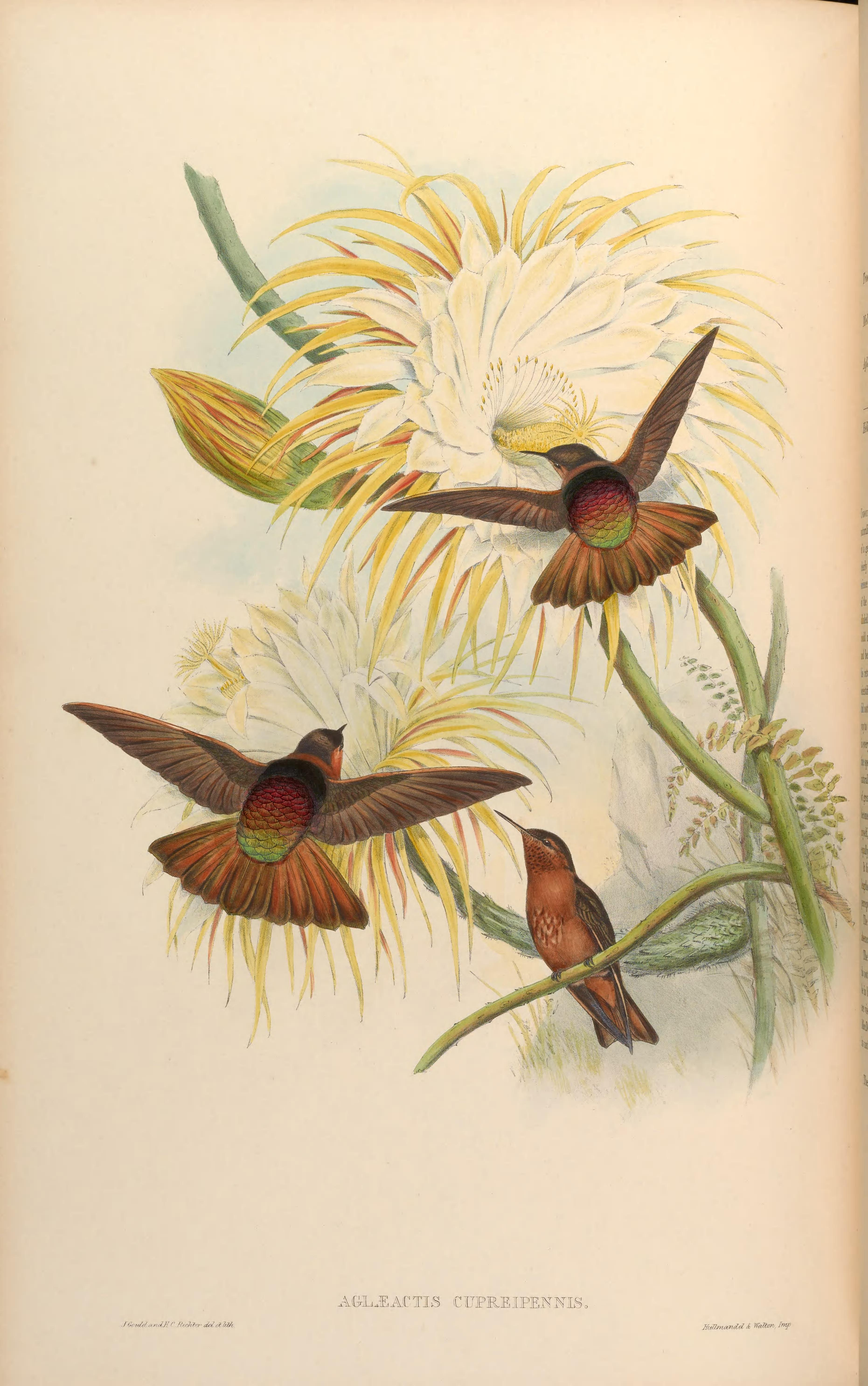
Рудоволі колібрі-золотожари

Довжина птаха становить 11,5-13 см, самці важать 7,6-8,1 г, самиці 6,9-7,5 г. У самців номінативного підвиду тім'я і верхня частина спини темно-бурі, нижня частина спини і надхвістя золотисто-лілові, верхні покривні пера хвоста сріблясто-зелені. Стернові пера темно-коричневі або руді з бронзовими краями. Горло руде, поцятковане темно-сірими плмами, груди плямисто-охристі, живіт рудувато-коричневий. Дзьоб короткий, прямий, чорний, довжиною 14 мм.
Самиці мають подібне забарвлення, однак золотисто-зелена пляма на надхвісті у них менш виражена або відсутня. У самців, що мешкають на півдні, нижня частина тіла світліша, тім'я темніше, а хвіст більш рудий, ніж у тих, що мешкають на півночі. У самців підвиду A. c. caumatonota надхвістя аметистове, а верхні покривні пера хвоста пурпурово-аметистові. Верхня частина тіла, горло і живіт у них більш темну, а світлі рудувато-коричневі плямки на грудях більш помітні.

## Підвиди
Виділяють два підвиди:
- A. c. cupripennis (Bourcier, 1843) — Анди в Колумбії, Еквадорі і північному Перу (Ла-Лібертад, Уануко);
- A. c. caumatonota Gould, 1848 — Анди на півдні центрального Перу (Хунін, Апурімак, Аякучо, Куско).

## Поширення і екологія
Рудоволі колібрі-золотожари мешкають в Колумбії, Еквадорі і Перу. Вони живуть на узліссях гірських хмарних лісів, у високогірних чагарникових заростях в парамо і субпарамо і в садах. Зустрічаються на висоті від 2500 до 4000 м над рівнем моря, переважно на висоті від 2900 до 3400 м над рівнем моря.
Рудоволі колібрі-золотожари живляться нектаром різноманітних квітучих бромелієвих, ліан і дерев, зокрема з родів Embothrium, Puya і Fuchsia. Також вони доповнюють свій раціон комахами, яких ловлять в польоті. Самці захищають кормові території. 
Сезон розмноження в Колумбії у рудоволих колібрі-золотожарів триває з березня по вересень, в Еквадорі з лютого по квітень, в Перу з листопада по квітень. Гніздо невелике, чашоподібне, робиться з моху і павутиння, встелюється м'якими рослинними волокнами. іноді зовні покривається лишайниками і корою, розміщується на гілці або епіфіті, на висоті від 4 до 10 м над землею, іноді на висоті до 15 м над землею. В кладці 2 білих яйця. Інкубаційний період триває 16-18 днів. пташенята покидають гніздо через 24-27 днів після вилуплення.